# Aleth Félix-Tchicaya
Aleth Félix-Tchicaya, née en 1955 à Brazzaville, originaire de la république du Congo, est consultante en développement caritatif et écrivaine.

## Biographie
Aleth Felix-Tchicaya (née en 1955 à Brazzaville) part à l'âge de dix ans pour la France, afin d’y suivre sa scolarité jusqu’au secondaire. Elle entame  des études supérieures en sciences politiques et en relations internationales à l'Université libre de Bruxelles. Elle se spécialise dans la coopération et le développement et est naturalisée belge,,.
En 1982, après ses études, elle travaille au ministère congolais de la coopération et du développement, puis est nommée attachée diplomatique et chef de mission pour le président de la république. 
Elle tente d’entreprendre dans le domaine du commerce tout en restant consultante à la présidence. Elle poursuit cette expérience au Sénégal. Chargée de mission pour le cabinet d’État du Congo Brazzaville, elle s’installe en Belgique, et partage son temps entre Bruxelles et son pays d'origine.
Le Congo n'ayant pas de culture associative, selon ses dires, elle décide de s'installer à New-York, aux États-Unis. En mars 2011, L.E.A. ouvre un bureau à New York: "Les Enfants d'Aleth - USA Inc" qui vise à aider les sans-abris et les personnes démunies.
Aleth Félix-Tchicaya parle de ses expériences de vie dans ses livres. En 2003, dans son premier récit publié Lumière de femme, l'auteure décrit la vie de Nour, qui présente beaucoup de similitudes avec Aleth. Ainsi, elle narre les difficultés de son héroïne à trouver sa place. Entre exil et bercail, entre tradition et progrès, entre amour et remords, Nour est en quête d'identité,.

### Publications
- Lumière de femme, Paris : Hatier, col. Monde Noir, 2003. (112p.).  (ISBN 2-7473-0345-4). Nouvelle.
- Les mamelons de Jaman Nantes : Éditions Amalthée, 2010. (74p.).  (ISBN 978-2-310-00596-8).  Autobiographie.

## Distinctions
- Chevalier de l’Ordre du Mérite congolais, 1987[5].
- Femme VIP de l'année, cercle de la National Association of Professional Women (NAPW), 2015-2016[8].